# Felah

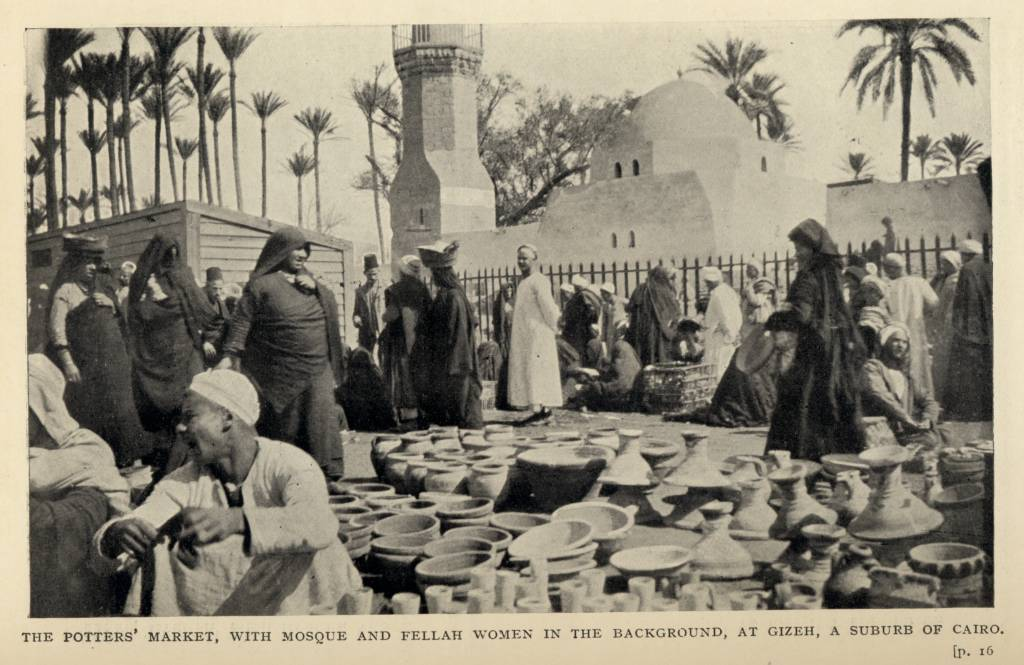
Felahi din Gizeh, Cairo (1911)

Felah (în arabă فلاح, fallāḥ; plural felahi, în arabă فلاحين, fallāḥīn) este un țăran, fermier sau muncitor agricol în Orientul Mijlociu și nordul Africii. Acest cuvânt provine din cuvântul arab pentru „plugar” sau „muncitor agricol”.
Un felah poate fi văzut purtând o robă simplă de bumbac numită galabieh (jellabiya). Cuvântul galabieh își originea în jurul anilor 1715-1725 și derivă din cuvântul arab egiptean gallabīyah (جلابية).

## Origini și folosire

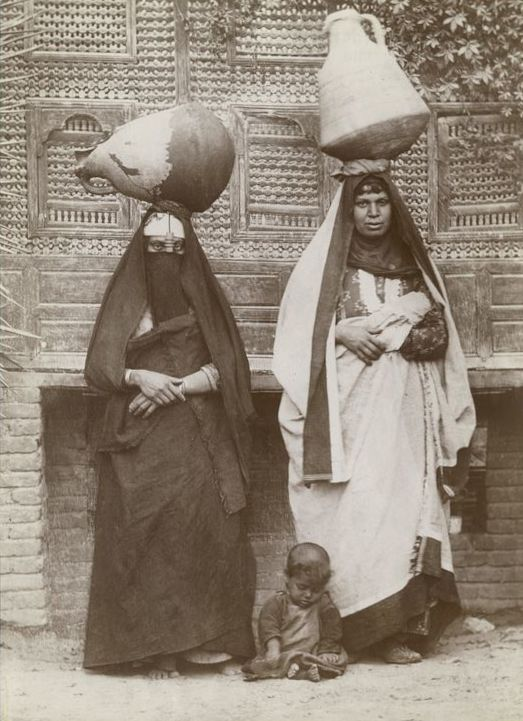
Femei felahe din Egipt

Cuvântul felah a fost termenul folosit în Orientul Mijlociu în perioada otomană și mai târziu cu referire la săteni și fermieri. Nur-eldeen Masalha îl traduce ca "țăran".
Felahii se deosebesc de effendi sau proprietarii de terenuri agricole, deși felahii din această regiune ar putea fi mici proprietari, arendași sau fermieri care trăiesc într-o colectivitate rurală ce deține terenuri în proprietate comună. Alți autori folosesc termenul felah doar pentru a-i desemna pe muncitorii agricoli fără pământ. Termenul fallahin era folosit pentru sătenii creștini, druzi, evrei și musulmani. El era utilizat în mai multe regiuni din Orientul Mijlociu, inclusiv în Egipt și Cipru.

## Felahii din Egipt
Felahii formează circa 60% din populația Egiptului, duc vieți umile și continuă să trăiască în case din chirpici la fel ca și strămoșii lor din vechime. Procentul lor era mult mai mare în secolul al XX-lea, înainte de migrarea masivă a felahilor egipteni către marile așezări urbane. În 1927, antropologul Winifred Blackman, autorul cărții A Fellahin of Upper Egypt, a efectuat o cercetare etnografică a vieții fermierilor din Egiptul de Sus și a concluzionat că există continuități observabile între credințele și practicile religioase și culturale ale felahilor și cele ale vechilor egipteni.